# 8622-es mellékút (Magyarország)
A 8622-es számú mellékút egy közel 8 kilométer hosszú, négy számjegyű országos közút Győr-Moson-Sopron vármegye területén; Fertőszentmiklós városát kapcsolja össze Csapoddal.

## Nyomvonala
Fertőszentmiklós belterületének déli részén ágazik ki a 8627-es útból, annak az 1+400-as kilométerszelvénye közelében. Dél-délkelet felé indul, Kolozsvári utca néven, majd bő egy kilométer után kilép a belterületről. 2,5 kilométer megtételét követően – felüljárón, csomópont nélkül – keresztezi az M85-ös autóutat, nem messze annak 57. kilométerétől, 5,8 kilométer után pedig átlép Csapod területére. 7,5 kilométer után éri el e község első házait, melyek között a Fertőszentmiklósi út nevet veszi fel. Így ér véget, beletorkollva a 8621-es útba, annak majdnem pontosan a 9. kilométerénél.
Teljes hossza, az országos közutak térképes nyilvántartását szolgáló kira.gov.hu adatbázisa szerint 7,775 kilométer.

## Települések az út mentén
- Fertőszentmiklós
- Csapod